# Maximilian Marterer

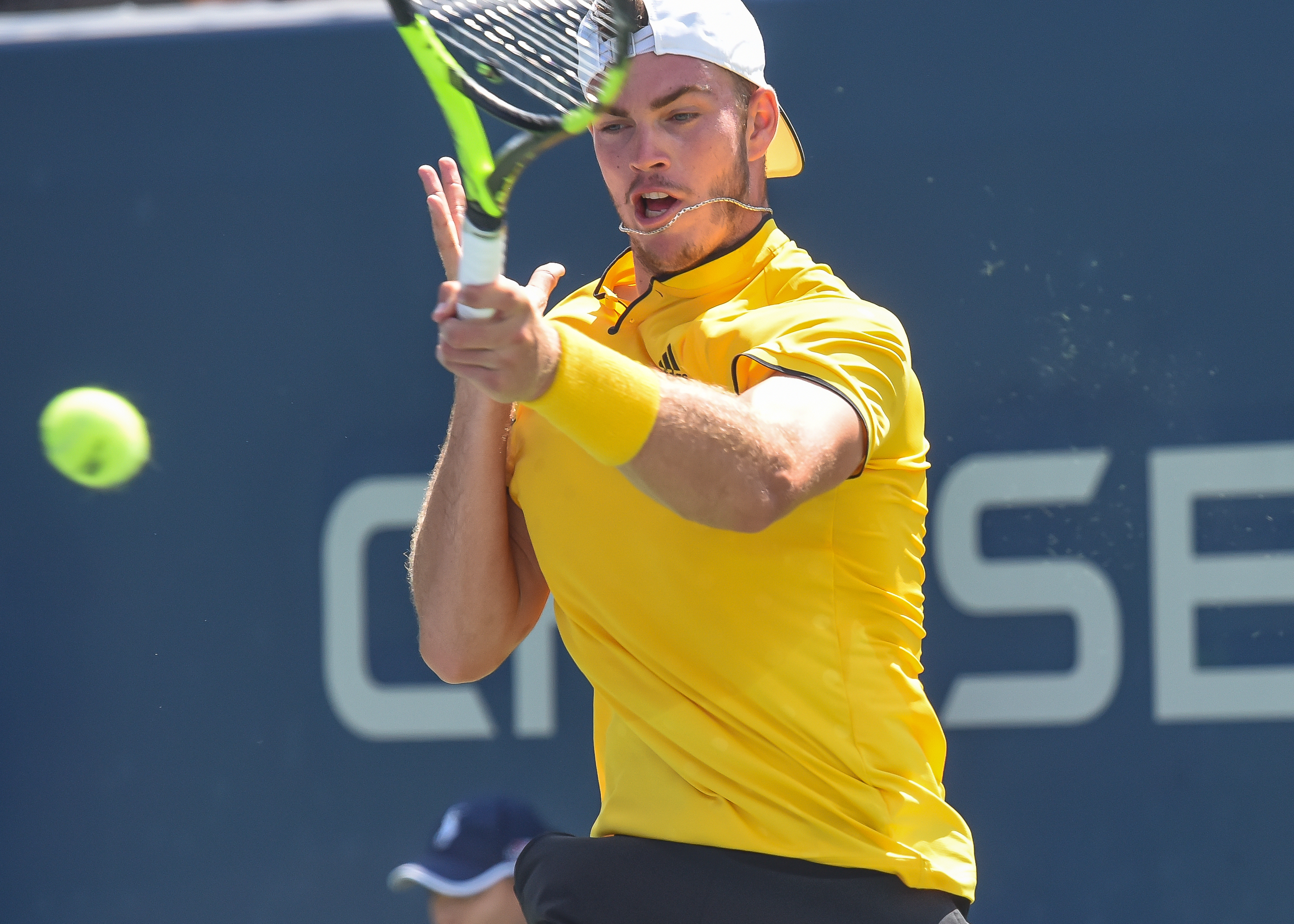
V závěrečném kole kvalifikace US Open 2017 vyřadil Leonarda Mayera a poprvé prošel do hlavní soutěže Grand Slamu

Maximilian Marterer (* 15. června 1995 Norimberk) je německý profesionální tenista hrající levou rukou. Ve své dosavadní kariéře na okruhu ATP World Tour nevyhrál žádný turnaj. Na challengerech ATP a okruhu ITF získal do července 2018 dvanáct titulů ve dvouhře a sedm ve čtyřhře.
Na žebříčku ATP byl ve dvouhře nejvýše klasifikován v srpnu 2018 na 45. místě a ve čtyřhře pak v dubnu 2019 na 249. místě. Trénuje ho Gerald Radovici.
V německém daviscupovém týmu neodehrál do roku 2018 žádné utkání.

## Tenisová kariéra
V juniorském tenise si zahrál s Rakušanem Lucasem Miedlerem finále juniorské čtyřhry Australian Open 2013, z něhož odešli poraženi ve dvou setech od australské dvojice Bradley Mousley a Jay Andrijic.
V rámci hlavních soutěží událostí challengerech debutoval v červnu 2012, když na antukový turnaj ve Fürthu obdržel divokou kartu. V úvodním kole podlehl českému hráči Dušanu Lojdovi. Premiérový singlový titul v této úrovni tenisu si odvezl ze zářijového Morocco Tennis Tour 2016 v Meknesu s dotací 42,5 tisíc eur, kde ve finále přehrál běloruského hráče Uladzimira Ignatika. Téhož soupeře porazil již ve finálovém duelu nižšího okruhu ITF ve Stuttgartu, na němž v lednu 2015 vybojoval vůbec první trofej z dvouhry turnajů Futures. Průnik mezi sto nejlepších tenistů zaznamenal 16. října 2017, když mu na žebříčku ATP patřila 100. příčka.
Ve dvouhře okruhu ATP World Tour debutoval na travnatém MercedesCupu 2015 ve Stuttgartu, kam získal od pořadatelů divokou kartu. Vypadl v úvodním kole s Rakušanem Andreasem Haiderem-Maureremem. V rámci série ATP Masters odehrál první utkání na cincinnatském Western & Southern Open 2017, kde prošel kvalifikačním sítem. V první fázi jej vyřadil americký teenager Frances Tiafoe po dvousetovém průběhu.
Debut v hlavní soutěži nejvyšší grandslamové kategorie zaznamenal v mužském singlu US Open 2017 po zvládnuté tříkolové kvalifikaci, v níž na jeho raketě v posledním kole zůstal Argentinec Leonardo Mayer. V úvodním kole však nenašel recept na Američana Donalda Younga, jemuž odebral jeden set. Vůbec první vítězný zápas ve dvouhře okruhu ATP Tour, po šňůře 14 porážek v úvodních kolech, dosáhl na lednovém Australian Open 2018, kde zdolal krajana Cedrika-Marcela Stebeho ve třech sadách. Následně vyřadil Španěla Fernanda Verdasca, aby jej ve třetí fázi zastavil Američan Tennys Sandgren.
Zatím poslední challenger ATP ve dvouhře vyhrál v listopadu 2020 v Bratislavě SVK Peugeot Open 2020, když ve finále porazil Tomáše Macháče 6–73, 6–2 a 7–5.

## Finále na challengerech ATP a okruhu Futures
| Legenda                    |
| -------------------------- |
| Challengery (6–2 D; 2–1 Č) |
| Futures (6–6 D; 5–1 Č)     |

### Dvouhra (15 titulů)
| č. | datum         | turnaj                          | povrch      | soupeř ve finále   | výsledek            |
| -- | ------------- | ------------------------------- | ----------- | ------------------ | ------------------- |
| 1. | leden 2015    | Stuttgart, Německo              | tvrdý (h)   | Uladzimir Ignatik  | 6–4, 4–6, 7–5       |
| 2. | leden 2015    | Kaarst, Německo                 | koberec (h) | Marek Michalička   | 7–6(7–5), 6–4       |
| 3. | červen 2015   | Basilicanova, Itálie            | antuka      | Tom Kočevar-Dešman | 6–3, 6–2            |
| 4. | říjen 2015    | Hambach, Německo                | koberec (h) | Marc Sieber        | 6–2, 6–2            |
| 5. | duben 2016    | Hammamet, Tunisko               | antuka      | Jules Okala        | 6–2, 6–1            |
| 6. | červenec 2016 | Trevír, Německo                 | antuka      | Federico Coria     | 6–1, 6–2            |
| 1. | září 2016     | Meknes, Maroko                  | antuka      | Uladzimir Ignatik  | 7–6(7–3), 6–3       |
| 2. | září 2016     | Kenitra, Maroko                 | antuka      | Mohamed Safwat     | 6–2, 6–4            |
| 3. | září 2017     | Banja Luka, Bosna a Hercegovina | antuka      | Carlos Taberner    | 6–1, 6–2            |
| 4. | říjen 2017    | Monterrey, Mexiko               | tvrdý       | Bradley Klahn      | 7–6(7–3), 7–6(8–6)  |
| 5. | listopad 2017 | Eckental, Německo               | koberec (h) | Jerzy Janowicz     | 7–6(10–8), 3–6, 6–3 |
| 6. | únor 2017     | Cherbourg, Francier             | tvrdý (ih)  | Constant Lestienne | 6–4, 7–5            |
| 7. | listopad 2020 | Bratislava, Slovensko           | tvrdý (ih)  | Tomáš Macháč       | 6–73, 6–2, 7–5      |
| 8. | červenec 2023 | Amersfoort, Nizozemsko          | antuka      | Titouan Droguet    | 6–4, 6–2            |
| 9. | listopad 2023 | Danderyd, Švédsko               | tvrdý (ih)  | Brandon Nakashima  | 2–6, 6–4, 6–3       |

### Čtyřhra (7 titulů)
| č. | datum         | turnaj                    | povrch      | spoluhráč       | poražení finalisté                     | výsledek              |
| -- | ------------- | ------------------------- | ----------- | --------------- | -------------------------------------- | --------------------- |
| 1. | červen 2014   | Vratislav, Polsko         | antuka      | Kevin Kaczynski | Adam Majchrowicz Rafal Teurer          | 6–4, 6–4              |
| 2. | říjen 2014    | Bad Salzdetfurth, Německo | koberec (h) | Kevin Krawietz  | Denis Kapric Lukas Ruepke              | 6–3, 7–6(7–4)         |
| 3. | listopad 2014 | Antalya, Turecko          | antuka      | Kevin Krawietz  | Janez Semrajc Tristan-Samuel Weissborn | 6–3, 6–2              |
| 4. | červen 2015   | Basilicanova, Itálie      | antuka      | Daniel Masur    | Gerard Granollers Mark Vervoort        | 6–2, 1–6, [10–4]      |
| 5. | červenec 2015 | Kenn, Německo             | antuka      | Kevin Krawietz  | Max Bohl Benedikt Müller               | 6–0, 6–1              |
| 1. | září 2015     | Meknes, Maroko            | antuka      | Kevin Krawietz  | Gianluca Naso Riccardo Sinicropi       | 7–5, 6–1              |
| 2. | září 2016     | Kenitra, Maroko           | antuka      | Kevin Krawietz  | Uladzimir Ignatik Michael Linzer       | 7–6(8–6), 4–6, [10–6] |

## Finále juniorky Grand Slamu

### Čtyřhra juniorů: 1 (0–1)
| Stav      | rok  | turnaj          | povrch | spoluhráč     | poražení finalisté           | výsledek      |
| --------- | ---- | --------------- | ------ | ------------- | ---------------------------- | ------------- |
| Finalista | 2013 | Australian Open | tvrdý  | Lucas Miedler | Bradley Mousley Jay Andrijic | 3–6, 6–7(3–7) |